# Mohamed Farid Zalhoud

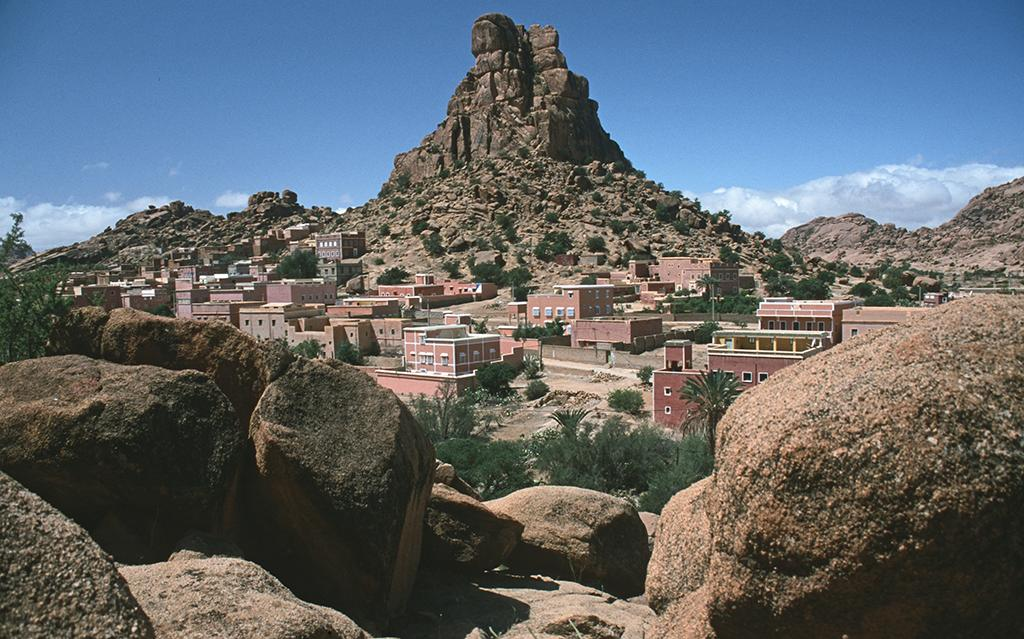
Vista de la población de Tafraout, en la cordillera del Atlas, donde nació Mohamed Farid Zalhoud en 1959

Mohamed Farid Zalhoud, nacido en 1959 en Tafraout , es un poeta marroquí en idioma francés, además de pintor y escultor.

## Obras
Farid Mohamed Zalhoud ha compuesto una trilogía poética en lengua bereber titulada: Imerruyen, takad, ighd (Chispas, fuego, cenizas), editada por las Éditions Berbères, en París, bajo el título Afgan Zund Argan.
Parole de Paria es su primera colección de poemas aparecida en Les Cahiers d’Anoual.
En 2007, ha publicado dos nuevos  poemarios en PDF en Diogène Éditions Libres : Ultime Poème (Último Poema y Semblable à l’arganier (Al igual que el árbol de argán).
a finales de  2008, una antología titulada Mots de neige, de sable et d'océan : littératures autochtones" (Palabras de nieve, arena y mar: la literatura autóctona) apareció en Québec, bajo la dirección de Maurizio Gatti, con un prefacio de Tomson Highway, y que reúne a treinta y un autores, entre ellos Farid Mohamed Zalhoud.
Primer libro de su tipo que se publicará en Canadá, Mots de neige, de sable et d’océan reúne textos de los indígenas Francófonos . Indios americanos (Quebec), bereberes (África del Norte), Canacos (Nueva Caledonia) y polinesios (Polinesia Francesa) para aprender juntos a través de la literatura, citando  muchos temas comunes que unen el territorio, el amor y las tradiciones de la experiencia colonial. Los autores presentan poemas, cuentos, fragmentos de novelas, obras de teatro y otros géneros de sus propias tradiciones.

## Premios literarios
Mohamed Farid Zalhoud ha obtenido tres premios literarios :
- en 1997, el premio Saïd Sifaw ;
- en 2000, el premio de joven creador del Gran Premio internacional Abdelkrim Khattabi ;
- en 2001, el premio  Tamaynut.